# Neurociència Computacional
La neurociència computacional (també coneguda com a neurociència teòrica o neurociència matemàtica) és una branca de la neurociència (Cortez, 2009) que utilitza models matemàtics, anàlisis teòrics i abstraccions del cervell per entendre els principis que governen el desenvolupament, estructura, psicologia i habilitats cognitives del sistema nerviós.
La neurociència computacional utilitza simulacions computacionals per validar i resoldre models matemàtics, que poden ser vistos com a subcamps de neurociència teòrica; tot i així, els dos camps molts cops són sinònims.
La neurociència computacional es centra en la descripció de les neurones (i sistemes neuronals) biològicament plausibles i la seva fisiologia i dinàmica i, per tant, no es refereix directament als models biològicament irreals utilitzats en el connectisme, la teoria del control, la cibernètica, la psicologia quantitativa, l'aprenentatge automàtic, les xarxes neuronals artificials, intel·ligència artificial i teoria de l'aprenentatge computacional; encara que existeix inspiració mútua i de vegades no hi ha un límit estricte entre camps, amb l'abstracció de models en neurociència computacional en funció de l'abast de la investigació i de la granularitat amb què s'analitzen les entitats biològiques.
Els models en neurociència teòrica tenen com a objectiu capturar les característiques essencials del sistema biològic a múltiples escales espacio-temporals, des de corrents de membrana i acoblament químic mitjançant oscil·lacions de xarxa, arquitectura columnar i topogràfica, nuclis, fins a facultats psicològiques com la memòria, aprenentatge i comportament. Aquests models computacionals emmarquen hipòtesis que es poden comprovar directament mitjançant experiments biològics o psicològics.

## Objectius de la neurociència
- Descriure l'organització i funcionament del sistema nerviós, particularment el cervell humà.
- Determinar com el cervell es "construeix" durant el desenvolupament.
- Trobar maneres de prevenir i curar malalties neurològiques i psiquiàtriques.[5]

## Temes Principals
Els desenvolupaments de la neurociència computacional es poden classificar en varies línies d’investigació. La majoria dels neurocientífics computacionals es basen en experimentacions computacionals centrades en analitzar dades noves i sintetitzar nous models de fenòmens biològics.

### Modelatge de Neurones Individuals
Cada neurona individual posseeix característiques biofísiques complexes. El model original de Hodgkin i Huxley feia servir únicament dos corrents sensibles al voltatge: el sodi d’acció ràpida i el potassi de rectificació interna. Tot i els èxits en la predicció del ritme i les característiques qualitatives del potencial d’acció, resultava impossible predir certes característiques essencials com ara l’adaptació i la derivació elèctrica. Avui en dia els científics creuen que existeix una amplia gamma de corrents sensibles al voltatge, i que les implicacions de les dinàmiques diferencials, les modulacions i la sensibilitat d’aquestes corrents són un tema important en la neurociència computacional. (vegis: Johnston y Wu, 1994).
Les funcions computacionals de les dendrites complexes també s’estan investigant intensament. Existeix una gran quantitat de literatura referida a com diferents corrents interactuen amb les propietats geomètriques de les neurones.

### Desenvolupament, Disseny Axonal i Orientació
Com es formen els axons i les dendrites durant el desenvolupament ? Com saben els axons cap a on s’han d’orientar i com arribar als seus destins? Com migren les neurones cap a la posició correcta en els sistemes centrals i perifèrics? Com es formen les sinapsis?
Sabem, per la biologia molecular, que les diferents parts del sistema nerviós alliberen diferents impulsos químics, des de factors de creixement a hormones que modulen i influencien el creixement i el desenvolupament de connexions funcionals entre neurones.
Les investigacions teòriques en el camp de la formació i el disseny de les connexions sinàptiques i la seva morfologia són encara joves. Una hipòtesis que ha atret certa atenció recentment és la hipòtesi del mínim cablejat, la qual postula que la formació de axons i dendrites minimitza el repartiment de recursos al mateix moment que manté el màxim l'emmagatzemat de informació.

### Processament sensorial
Els primers models de processament sensorial es basaven en el marc teòric postulat per Horace Barlow. En certa manera eren similars a la hipòtesi de mínim cablejat descrita en la secció anterior, ja que Barlow entenia el processament dels primers sistemes sensorials com una forma de codificació eficient, segons la qual les neurones codificaven la informació per a minimitzar el nombre d'espines neuronals necessàries. Els treballs experimentals i computacionals posteriors han recolzat aquesta hipòtesi d'una forma o altra.
Les investigacions actuals en processament sensorial es divideixen en dos branques: els models biofísics de subsistemes i els models teòrics de la funció perceptiva. Els models actuals de la percepció suggereixen que el cervell realitza alguna classe d'inferència bayesiana i integra les diferents informacions sensorials per a generar la nostra percepció del món físic.

### Memòria iplasticitat sinàptica
Els postulats de l'aprenentatge de Donald Olding Hebb van ser la base dels primers models de la memòria. Els científics han desenvolupat models biològicament rellevant com la xarxa de Hopfield a fi d'entendre les propietats associatives de la memòria dels sistemes biològics, en comptes de centrar-se en com es fixen els continguts. Aquests intents busquen entendre la formació de la memòria a mitjà i llarg termini, localitzada a l'hipocamp. S'han construit models de memòria funcional, basats en teories d'oscil·lacions de xarxes i activitat persistent, per a capturar algunes característiques del còrtex prefrontal en el context de la memòria.
Un dels principals problemes de la memòria biològica és com es manté i canvia a través de diferents escales temporals. Les sinapsi inestables són fàcils d'entrenar, però tendeixen a la interrupció estocàstica. Les sinapsi estables s'obliden menys fàcilment, però són més difícils de consolidar. Una hipòtesi computacional recent inclou cascades de plasticitat que permeten a les sinapsi funcionar en múltiples escales temporals. Això ha portat al desenvolupament de models estereoquímics detallats de sinapsi basades en el receptor acetilcolina amb el mètode de Montecarlo, que funcionen en una escala temporal de mil·lisegons. És probable que en les pròximes dècades les eines computacionals contribueixin enormement a la nostra comprensió del funcionament de la sinapsi i com canvien en relació als estímuls externs.

### Comportament de les xarxes
Les neurones biològiques estan connectades les unes amb les altres d’una manera complexa i recurrent. Aquestes connexions son, a diferència de moltes de les xarxes neuronals artificials, escasses i generalment específiques. No se sap com es transmet la informació a través de xarxes tan poc connectades, encara que s'entenen amb cert detall àrees específiques del cervell, com el còrtex visual. També es desconeix quines són les funcions computacionals d’aquests patrons de connectivitat específics, si n’hi ha.
Les interaccions entre neurones en una xarxa petita poden ser, sovint, reduïdes a simples models com el model Ising. La mecànica estadística d’aquests sistemes estan ben caracteritzats a nivell teòric. Alguns estudis recents suggereixen que les dinàmiques de xarxes neuronals arbitràries es poden reduir a interaccions per parelles. No se sap, però, si aquesta dinàmica descriptiva imparteix alguna funció computacional important. Amb l’aparició dels microscopis de dos fotons i la imatge de calci, ara disposem de potents mètodes experimentals que permeten provar noves teories sobre les xarxes neuronals.
En alguns casos d’interaccions complexes entre neurones inhibidores i excitadores es poden simplificar mitjançant la teoria del camp mitjà que dona lloc al model poblacional de xarxes neuronals. Tot i que molts neuroteòrics prefereixen aquests models amb una complexitat reduïda, altres argumenten que descobrir relacions estructural-funcionals depèn d'incloure tanta estructura neuronal i de xarxa com sigui possible. Els models d'aquest tipus es construeixen normalment en grans plataformes de simulació com GENESIS o NEURON. Hi ha hagut alguns intents de proporcionar mètodes unificats que superin i integrin aquests nivells de complexitat.

### Atenció visual, identificació i categorització
L’atenció visual pot ser descrita com el conjunt de mecanismes cognitius que limiten el processament a un subconjunt d'estímuls entrants. Els mecanismes d’atenció modelen el que veiem i com podem actuar. Permeten seleccionar informació (preferiblement rellevant) i filtrar altra informació irrellevant d’escenes visuals.
Per aconseguir una especificació més concreta del mecanisme subjacent d’atenció visual i la vinculació de les característiques, s'han proposat una sèrie de models computacionals amb l'objectiu d'explicar les troballes psicofísiques. En general, tots els models postulen l'existència d'un mapa de rellevància o prioritat per registrar les àrees potencialment interessants de l'entrada de la retina, i un mecanisme per reduir la quantitat d’informació visual entrant de manera que els limitats recursos computacionals del cervell pugui manejar-los.
Un exemple de teoria que s'està testejant àmpliament en el comportament i fisiològicament és la V1 Saliency Hypothesis que crea un mapa de rellevància de baix a dalt a l'escorça visual primària per guiar l'atenció de manera exògena.
La neurociència computacional proporciona un entorn de treball matemàtic per estudiar els mecanismes involucrats en el funcionament del cervell i permet fer una simulació completa i una predicció de síndromes neurofisiològics.

### Control motor
S'han desenvolupat molts models sobre com el cervell controla el moviment. Això inclou models de processament del cervell com el paper del cerebel per a la correcció d'errors, l'aprenentatge d'habilitats en el còrtex motor i el gangli basal o el control del reflex vestíbul ocular. Això també inclou molts models normatius, com el bayesià o de control òptim de gust que es basen en la idea que el cervell resol els seus problemes de manera eficient.

### Cognició, discriminació i aprenentatge
El modelatge computacional d'altes funcions cognitives ha començat recentment ha ser estudiat. En primats, les dades experimentals venen donades principalment per registres d'una sola neurona. El lòbul frontal i el lòbul parietal funcionen com integradors d'informació per múltiples modalitats sensorials. Hi ha algunes idees que relacionen la simplicitat de circuits que s'inhibeixen mútuament, que en aquestes àrees mencionades, aporten computació biològicament rellevant.
El cervell sembla capaç de discriminar i adaptar-se particularment bé en alguns contextos concrets. Per exemple, els éssers humans semblen tenir una enorme capacitat per memoritzar i reconèixer cares. Una de les claus de la neurociència computacionals és disseminar com sistemes biològics poden dur a terme aquesta complexitat computacional de manera tant potent i eficient, i replicar aquests processos a màquines intel·ligents.
El cervell, a gran escala organitzativament, és entès per diferents camps com la biologia, psicologia i la pràctica clínica. La neurociència integradora intenta consolidar aquestes observacions a través de models descriptius i bases de dades de mesures del comportament i registres. Aquestes són les bases per modelar quantitativament l'activitat cerebral a gran escala.
El CRUM ('Computational Representational Understanding of Mind') és un altre intent de modelar la cognició humana a través de processos simulats com aconseguir sistemes reglats per decisions i manipulació de la representació visual en la tria de decisions.

### Consciència
Un dels objectius finals de la psicologia/neurociència és poder explicar l'experiència quotidiana de la vida conscient. Francis Crick, Giulio Tononi and Christof Koch van fer alguns intents de formular marcs coherents per a treballs futurs en correlats neuronals de la consciència (NCC), encara que gran part del treball en aquest camp segueix sent especulatiu. Concretament, Crick va advertir al camp de la neurociència que no abordés temes que tradicionalment es deixen a la filosofia i la religió.

### Neurociència clínica computacional
La neurociència clínica computacional és un camp que reuneix experts en neurociència, neurologia, psiquiatria, ciències de la decisió i modelització computacional per definir i investigar quantitativament problemes en malalties neurològiques i psiquiàtriques, i per formar científics i metges que vulguin aplicar aquests models al diagnòstic i al tractament.

## Comportament de les xarxes
Les neurones biològiques es connecten entre si de forma complexa i recurrent. A diferència de la majoria de les xarxes neuronals artificials, aquestes connexions son escasses i solen ser específiques. Es desconeix quanta informació es transmet a través de xarxes tan escassament connectades. També es desconeix quines són les funcions computacionals d'aquests patrons de connectivitat específica, si és que hi son.
Les interaccions entre les neurones d'una xarxa petita poden reduir-se a models simples com el model de Ising. La mecànica estadística de sistemes tan simples és fàcil de descriure teòricament. Proves recents suggereixen que la dinàmica de xarxes neuronals arbitràries pot ser reduïda a interaccions de conjunts (Schneidman et al, 2006; Shlens et al, 2006) però es desconeix si aquestes descripcions transmeten alguna funció computacional important. El suggeriment del microscopi de dos fotons i la tècnica d'imatge de calci permeten, en l'actualitat, crear potents mètodes experimentals amb el que posar a prova les noves teories sobre xarxes neuronals.
Tot i que molts neuroteòrics es decanten per models de complexitat reduïda, altres argumenten que desxifrar les relacions de les estructures funcionals exigeix incloure tanta estructura neuronal i de xarxes com sigui possible. Els models d'aquest tipus solen ser dissenyats en plataformes enormes de simulació com GENESIS o NEURON. Hi ha hagut alguns intents per proporcionar mètodes unificats que superin i integrin aquests nivells de complexitat.